# 吉原格子先之図
『吉原格子先之図』（よしわらこうしさきのず）は、江戸時代後期の浮世絵師である葛飾応為によって文政から安政年間頃に描かれた肉筆画である。絵には作者を示す落款が無かったが、画面内の提灯に描かれた隠し落款により、応為の手による作品であるとされた。夜の吉原遊廓を行き交う人々の様子を描いた作品で、提灯を用いて陰影を際立たせ、明暗を強調した表現が用いられている。『吉原夜景図』と呼ばれる場合もある。戦後しばらく行方が分からなくなっていたが、再発見後、東京都の太田記念美術館が購入し、所蔵している。

## 発見までの経緯
『吉原格子先之図』が登場するもっとも古い記録は昭和4年（1929年）4月の雑誌『浮世絵志』であった。また、この昭和4年から昭和7年ごろにかけて版画家高橋弘明および版元孚水画房の手によって同作の複製版画が作られている。
作者の葛飾応為はこれまで、葛飾北斎の娘であり、絵を嗜んでいたという飯島虚心の『葛飾北斎伝』に記述されていた情報以外ほとんど知られておらず、重要視もされてこなかった。しかし、『吉原格子先之図』によってその画風が詳らかになったことで、浮世絵研究者達の間で話題となり、『浮世絵画集』（1931年、浮世絵研究会、長島譲）、『浮世絵大家集成　北斎』（1932年）、『浮世絵概観』（1933年、井上和雄解説）といった書籍にてにわかに取り上げられるようになった。しかしながら、日中戦争や太平洋戦争などの混乱期を経て1946年9月に美術雑誌に掲載されたのを最後にこの絵の消息は不明となり、戦時下の巻き添えにより焼失または散逸したものと考えられていた。
長らく行方不明となっていた『吉原格子先之図』は、昭和57年（1982年）に集英社が出版した『肉筆浮世絵第七巻　北斎』の中で再発見が報告された。この記述に拠れば戦乱を逃れるため、岡山県の旧家に退避させられていたという。その後、昭和59年（1984年）に朝日新聞社が主催した展示会「肉筆浮世絵名作展　咲き薫る江戸の女性美」にて初めて一般市民の前に公開された。

## 作品解説

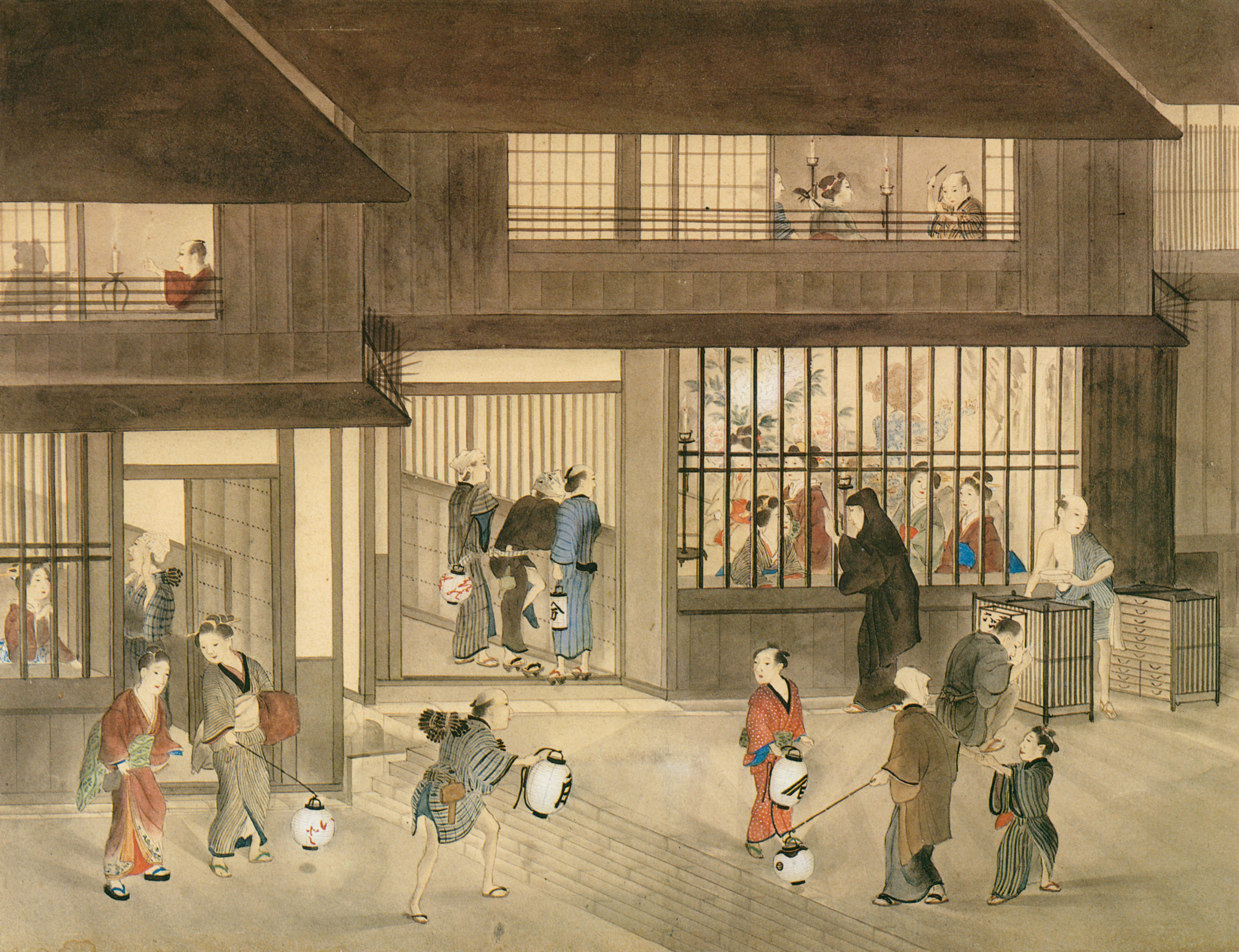
本作品が影響を受けたとされる出島絵師川原慶賀の『妓楼格子先図』

当時江戸の遊郭街であった吉原は明暦3年（1657年）に浅草千束村日本堤下（台東区千束四丁目付近）に移転し、新吉原と称された。新吉原移転後は夜の営業も許可されるようになり、本作はそんな夜の新吉原の張見世に行き交う人々を情感をもって活写されている作品である。
格子の中で着飾った花魁たちと、それを眺める男たちを明暗くっきりと描き分けている。その中で馴染みの客が来たのか、格子の傍まで近づく一人の花魁女性の顔は、黒いシルエットで表され、その表情を伺い知ることはできない。檀は光と影を強調した明暗表現やグラデーション表現は、レンブラント・ファン・レインやヨハネス・フェルメールを思わせると評価しており、当時の浮世絵の常識からは大きくかけ離れた作品であると指摘している。また、歴史学者の柴桂子は、「吉原の浮世絵でもっとも美しい」と評価している。
落款が無く、画面右の大きな提灯に「應」の字、中央の男が持つ提灯に「為」の字、頭巾を被った男が持つ長細い提灯に「栄」の字が記されている。「應為」はそのまま画号である応為を指し、「栄」は応為の実名であるお栄を指すことから、応為が自身の作品であることを示した隠し落款であると言われている。

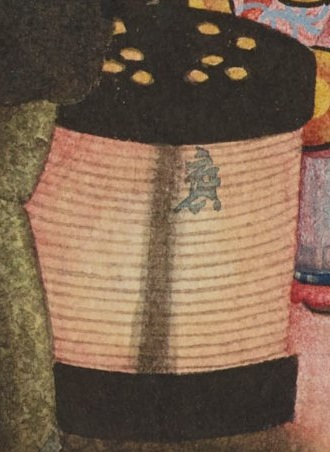
「應」の字が記された提灯
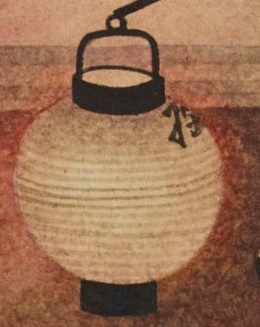
「為」の字が記された提灯
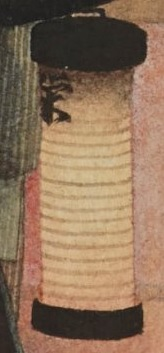
「栄」の字が記された提灯

本作品はオランダ商館長のお抱え絵師であった川原慶賀の肉筆画『妓楼格子先図』（『青楼』とも）を着想に描いていると檀は指摘しているが、応為がどのような経緯で『妓楼格子先図』を見たのかは明らかになっていない。

## 影響
カナダ人作家のキャサリン・ゴヴィエは2006年にフリーア美術館に隣接するアーサー・M・サックラー・ギャラリーで開催された北斎展をきっかけに葛飾応為に興味を持ち、その過程で『吉原格子先之図』を元にした小説『北斎と応為』を2011年に上梓した。また、日本の小説家朝井まかても『吉原格子先之図』を観覧したことで、応為を主役とした『眩』を2016年に上梓した。